# Daisuke Ebisawa
Daisuke Ebisawa (jap. 蛯沢 大輔, Ebisawa Daisuke; * 28. Mai 1978 in Tōhoku, Präfektur Aomori) ist ein japanischer Biathlet.
Daisuke Ebisawa gab 2002 in Lahti sein Debüt im Biathlon-Weltcup. Dort wurde er 79. im Sprint. Höhepunkt seiner ersten internationalen Saison war die Teilnahme an seinen ersten Biathlon-Weltmeisterschaften in Chanty-Mansijsk. Beste Platzierung war ein 52. Platz in der Verfolgung. Bei den nächsten Weltmeisterschaften wurde Ebisawa in Oberhof 36. auf dieser Strecke. In Lake Placid erreichte er kurz darauf als Sprint-13. sein bestes Weltcupergebnis. Karrierehöhepunkt und bislang letzter internationaler Einsatz war der Start bei den Olympischen Spielen 2006 in Turin. In San Sicario wurde er 62. im Sprint.

## Biathlon-Weltcup-Platzierungen
Die Tabelle zeigt alle Platzierungen (je nach Austragungsjahr einschließlich Olympische Spiele und Weltmeisterschaften).
- 1.–3. Platz: Anzahl der Podiumsplatzierungen
- Top 10: Anzahl der Platzierungen unter den ersten zehn (einschließlich Podium)
- Punkteränge: Anzahl der Platzierungen innerhalb der Punkteränge (einschließlich Podium und Top 10)
- Starts: Anzahl gelaufener Rennen in der jeweiligen Disziplin

| Platzierung                      | Einzel | Sprint | Verfolgung | Massenstart | Staffel | Gesamt |
| -------------------------------- | ------ | ------ | ---------- | ----------- | ------- | ------ |
| 1. Platz                         |        |        |            |             |         |        |
| 2. Platz                         |        |        |            |             |         |        |
| 3. Platz                         |        |        |            |             |         |        |
| Top 10                           |        |        |            |             | 1       | 1      |
| Punkteränge                      |        | 1      |            |             | 10      | 11     |
| Starts                           | 8      | 23     | 9          |             | 10      | 50     |
| Stand: nach der Saison 2008/2009 |        |        |            |             |         |        |